# ماريون يورجنسن
ماريون يورجنسن (بالإنجليزية: Marion Jorgensen)‏ هي نجمة اجتماعية أمريكية، ولدت في 18 مارس 1912، وتوفيت في 18 يونيو 2008.